# Manuel Cardoso
Pour les articles homonymes, voir Cardoso.
Ne doit pas être confondu avec Manuel António Cardoso.
Manuel Cardoso (né le 11 décembre 1566 à Fronteira et mort le 24 novembre 1650 à Lisbonne) était un compositeur et organiste portugais de la fin de la Renaissance.
Aux côtés de Filipe de Magalhães, de Duarte Lobo et João IV, Roi du Portugal, il représente l'"Âge d'or" de la polyphonie portugaise.